# 킹 솔로몬
《킹 솔로몬》(영어: King Solomon's Mines)은 미국에서 제작된 J. 리 톰프슨 감독의 1985년 액션 모험 영화이다. H. 라이더 해거드가 쓴 1885년 동명 소설이 원작이다. 리처드 체임벌린, 샤론 스톤 등이 출연하였고, 메나헴 골란 등이 제작에 참여하였다.
1986년 속편 《쿼터메인 2》가 개봉하였다.

## 출연진
- 리처드 체임벌린
- 샤론 스톤
- 허버트 롬
- 존 리스데이비스
- 켄 검푸
- 준 부털레이지
- 샘 윌리엄스
- 셰이케 오피르
- 믹 레슬리
- 빈센트 밴더베일

## 기타 제작진
- 협력 제작: 로니 야코브
- 미술: 루차노 스파도니

## 사운드트랙
| 디스크 1: 영화 음악 - Main Title (3:40) - Welcoming Committee (0:51) - No Sale (3:38) - The Mummy (1:15) - Have a Cigar (3:39) - Good Morning (2:32) - Under the Train (3:08) - Dancing Shots (3:38) - Pain (3:07) - The Chieftain (1:03) - Percussion Sweetener (0:40) - Pot Luck (3:23) - Upside Down People (5:04) - The Crocodiles (3:08) - The Mines (1:25) - Pre-Ritual/The Ritual, Part I/The Ritual, Part II (6:16) - Low Bridge (3:28) - Falling Rocks (1:07) - Final Confrontation (3:11) - No Diamonds (4:14) - Bonus Track: Ride (3:06) - Bonus Track: Theme From King Solomon’s Mines (3:40) | 디스크 2: 오리지널 앨범 - King Solomon’s Mines (Main Title) (3:39) - Upside Down People (4:51) - The Crocodiles (3:07) - Pot Luck (3:23) - Forced Flight (5:22) - Dancing Shots (3:38) - Good Morning (2:33) - No Pain (3:07) - The Ritual (5:05) - No Diamonds (End Title) (4:21) |

## 출시
MGM이 2004년 2월 10일 이 영화를 DVD로 출시하였다.